# 第二次岸田內閣 (第一次改組)
第二次岸田第一次改組内閣（日语：／ Dainiji Kishida Daiichiji Kaizō Naikaku */?）是日本眾議院議員、自由民主黨總裁岸田文雄就任第101任內閣總理大臣（首相）後，自2022年8月10日至2023年9月13日組成的內閣。該內閣由自由民主黨聯合公明黨組成，為自公連立政權。
此次內閣改組是自第4次安倍內閣第2次改組內閣以來的第一次。

## 概要
8月6日，日本首相岸田文雄（自民黨總裁）就預定於10日進行的內閣改組及黨職人事調整，決定對內閣成員的一半以上進行大換血。防衛相岸信夫和國家公安委員長二之湯智等人將被撤換，經濟產業相荻生田光一將被留任或任用爲要職。財務相鈴木俊一留任的可能性也很大。政府和執政黨相關人士透露了這一消息。
6日，總理在廣島市舉行的記者招待會上，就內閣改組問題表示：「將與執政黨進行協商，下週舉行內閣改組。」他列舉了應對新型冠狀病毒和高物價、從根本上強化烏克蘭和臺灣局勢、防衛力等政策課題，並表示：「一直希望儘快啓動新體制。」
當日晚，首相在官邸會見了麻生太郎。據悉，雙方就人事問題和今後的政權運營問題進行了協商。
此次人事調整考慮到健康等因素，將更換岸信夫。另外，不參加7月份參議院選舉，在參議院議員任期結束後仍繼續擔任民間內閣成員的二之湯和農林水產相金子原二郎也將被更換。另外，黨副總裁麻生太郎、黨幹事長茂木敏充、官房長官松野博一、外相林芳正等人將留任，繼續維持原狀。其目的在於謀求政權的穩定。
岸田於2023年在9月13日再次改組內閣

## 針對統一教會的調查
自2022年7月8日安倍晉三遇刺案發生起至岸田決定提前改組內閣的一個月間，日本媒體報導疑凶的動機為不滿統一教洗腦其母親讓她不停捐獻巨款而傾家蕩產，又認為安倍晉三是統一教支持者中最具影響力的人物而動了殺機，在這期間更多自民黨黨員包括閣僚與統一教的關係及統一教將不良營銷得來的巨款轉移到南韓亦被媒體接連揭發曝光，導致8月初日本放送協會所進行對岸田內閣的支持度民意調查對比上個月下跌了13%，其中超過80%的受訪者不滿意政客與統一教關係的解釋。岸田似乎是著眼於新體制啟動，想通過彰顯致力於解決問題的姿態來迴避批評。本次改造主要針對與前統一教會有關聯的主要政治家。
另考慮到原統一教和內閣成員及黨所屬議員之間的關係成爲問題，岸田文雄表示：「在我的內閣中，不僅包括新任命的內閣成員，還包括現任內閣成員，將接受檢查並公佈結果。在此基礎上，將指示以適當的形式進行修改。」他還說：「我個人與該團體無關。」在此基礎上，岸田首相還表示，將推進宗教團體等對惡性商法的應對和受害者的救濟。改組後於8月12日，獲任命為數位大臣的河野太郎宣布在消費者廳成立對應和監管圍繞諸如統一教的迷信營銷的研討委員會，委員會最初選出了8名相關議題上的專家，包括專門協助迷信營銷受害者的律師紀藤正樹，委員會自8月29日起每週進行一次網絡會議讓委員向河野提出改善法規和預防性措施的方案，會議會公開給公眾觀看。
然而岸田這次改組並沒有獲得預期挽回民心的效果，加之改組後日本媒體對自民黨黨員過去參與統一教相關團體活動的報導並沒有減慢腳步，每日新聞於8月20至21日進行的民意調查顯示岸田的這次改組內閣的支持度為36%，對比同報社於7月16至17日民意調查結果的52%下跌了16%，有64%的受訪者認為自民黨與統一教的關係是「極之嚴重的問題」。自民黨於8月31日宣布，黨員如果今後無法與統一教脫離關係，就不能夠繼續留在黨內活動。
2022年10月24日，岸田接受經濟復甦大臣山際大志郎的呈辭。山際本來在改組內閣中得以留任，但他在改組後才公開自己與統一教的關係，此後媒體陸續曝光山際參與統一教相關活動並與統一教高層包括總裁韓鶴子合影的照片，而山際在被媒體和反對黨質問時不停以「不記得」等言辭迴避問題，被指是導致改組後岸田內閣支持率持續下跌的原因之一。

## 內閣人事變動
| 職務                                                                                                  | 名字與肖像 | 名字與肖像 | 出身地                       | 特命事項等                                                                                                   | 備註                      |
| --- | ---------- | ---------- | ---------------------------- | --- | ------------------------- |
| 内閣総理大臣                                                                                          | 岸田文雄   |            | 衆議院 自由民主党 （岸田派） | | 自由民主黨總裁            |
| 総務大臣                                                                                              | 寺田稔     |            | 衆議院 自由民主党 （岸田派） | | 初入閣 2022年11月21日卸任 |
| 総務大臣                                                                                              | 松本剛明   |            | 衆議院 自由民主党 （麻生派） | | 再入閣 2022年11月21日上任 |
| 法務大臣                                                                                              | 葉梨康弘   |            | 衆議院 自由民主党 （岸田派） | | 初入閣 2022年11月11日卸任 |
| 法務大臣                                                                                              | 齋藤健     |            | 衆議院 自由民主党 （無派閥） | | 再入閣 2022年11月11日上任 |
| 外務大臣                                                                                              | 林芳正     |            | 衆議院 自由民主党 （岸田派） | | 留任                      |
| 財務大臣 内閣府特命担当大臣 （金融）                                                                  | 鈴木俊一   |            | 衆議院 自由民主党 （麻生派） | 通貨緊縮擺脫大臣 内閣総理大臣臨時代理 就任順位第4位                                                          | 留任                      |
| 文部科学大臣                                                                                          | 永岡桂子   |            | 衆議院 自由民主党 （麻生派） | 教育未来創造担当 国立国会図書館連絡調整委員会委員                                                            | 初入閣                    |
| 厚生労働大臣                                                                                          | 加藤勝信   |            | 衆議院 自由民主党 （茂木派） | | 再入閣                    |
| 農林水産大臣                                                                                          | 野村哲郎   |            | 参議院 自由民主党 （茂木派） | | 初入閣                    |
| 経済産業大臣                                                                                          | 西村康稔   |            | 衆議院 自由民主党 （安倍派） | 核子事故擔當 GX実行推進担当 産業競争力担当 俄羅斯經濟競合担当                                                | 再入閣                    |
| 国土交通大臣                                                                                          | 斉藤鉄夫   |            | 衆議院 公明党                | 水循環政策担当                                                                                               | 公明党副代表 留任         |
| 環境大臣                                                                                              | 西村明宏   |            | 衆議院 自由民主党 （安倍派） | | 初入閣                    |
| 防衛大臣                                                                                              | 浜田靖一   |            | 衆議院 自由民主党 （無派閥） | | 再入閣                    |
| 内閣官房長官                                                                                          | 松野博一   |            | 衆議院 自由民主党 （安倍派） | 沖縄基地負擔輕減擔當 綁架問題擔當大臣 疫苗接種推進擔當 内閣総理大臣臨時代理就任順位第1位                     | 留任                      |
| 數位大臣                                                                                              | 河野太郎   |            | 衆議院 自由民主党 （麻生派） | 国家公務員制度担当 内閣総理大臣臨時代理 就任順位第5位                                                        | 再入閣                    |
| 復興大臣                                                                                              | 秋葉賢也   |            | 衆議院 自由民主党 （茂木派） | 福島原発事故再生総括担当                                                                                     | 初入閣 2022年12月27日卸任 |
| 復興大臣                                                                                              | 渡辺博道   |            | 衆議院 自由民主党 （茂木派） | 福島原発事故再生総括担当                                                                                     | 再入閣 2022年12月27日上任 |
| 国家公安委員会委員長 内閣府特命担当大臣 （防災） （海洋政策）                                         | 谷公一     |            | 衆議院 自由民主党 （二階派） | 国土強韌化擔當 領土問題擔當                                                                                  | 初入閣                    |
| 内閣府特命担当大臣 （少子化対策） （男女共同参画）                                                    | 小倉將信   |            | 衆議院 自由民主党 （二階派） | 子ども政策担当 共生社会担当 女性活躍担当 孤独・孤立対策担当                                                  | 初入閣                    |
| 内閣府特命担当大臣 （經濟財政政策）                                                                   | 山際大志郎 |            | 衆議院 自由民主党 （麻生派） | 経済再生担当 新しい資本主義担当 スタートアップ担当 新型コロナ対策・健康危機管理担当 全世代型社会保障改革担当 | 留任 2022年10月24日下任   |
| 内閣府特命担当大臣 （經濟財政政策）                                                                   | 后藤茂之   |            | 衆議院 自由民主党 （無派閥） | 経済再生担当 新しい資本主義担当 スタートアップ担当 新型コロナ対策・健康危機管理担当 全世代型社会保障改革担当 | 再入閣 2022年10月25日上任 |
| 内閣府特命担当大臣 （知的財産戦略） （科学技術政策） （宇宙政策） （經濟安全保障）                    | 高市早苗   |            | 衆議院 自由民主党 （無派閥） | 経済安全保障担当 内閣総理大臣臨時代理 就任順位第2位                                                          | 再入閣                    |
| 内閣府特命担当大臣 （沖繩及北方對策） （地方創生） （規制改革） （クールジャパン戦略） （アイヌ施策） | 岡田直樹   |            | 参議院 自由民主党 （安倍派） | デジタル田園都市国家構想担当 国際博覧会担当 行政改革担当                                                     | 初入閣                    |

### 内閣官房副長官・内閣法制局長官
2022年（令和4年）8月10日任命。
| 職名           | 氏名     | 氏名 | 出身等                       | 備考 |
| -------------- | -------- | ---- | ---------------------------- | ---- |
| 内閣官房副長官 | 木原誠二 |      | 衆議院／自由民主党（岸田派） | 留任 |
| 内閣官房副長官 | 磯﨑仁彦 |      | 参議院／自由民主党（岸田派） | 留任 |
| 内閣官房副長官 | 栗生俊一 |      | 事務担当／警察廳             | 留任 |
| 内閣法制局長官 | 近藤正春 |      | 前内閣法制次長／經濟產業省   | 留任 |

### 内閣総理大臣補佐官
2022年（令和4年）8月10日任命。
| 職名 | 氏名       | 氏名 | 所属等                       | 備考 |
| --- | ---------- | ---- | ---------------------------- | --- |
| 内閣総理大臣補佐官 （国家安全保障に関する重要政策及び核軍縮・不拡散問題担当）                                 | 岸信夫     |      | 衆議院／自由民主党（安倍派） | 閣僚から 横滑り                                                                                              |
| 内閣総理大臣補佐官 （国際人権問題担当）                                                                       | 中谷元     |      | 衆議院／自由民主党（谷垣G）  | 留任 |
| 内閣総理大臣補佐官 （国内経済その他特命事項担当）                                                             | 村井英樹   |      | 衆議院／自由民主党（岸田派） | 留任 |
| 内閣総理大臣補佐官 （女性活躍担当）                                                                           | 森雅子     |      | 参議院／自由民主党（安倍派） | 留任 |
| 内閣総理大臣補佐官 （国土強靱化 及び復興等の社会資本整備 並びに科学技術イノベーション政策その他特命事項担当） | 森昌文     |      | 民間                         | 留任 |
| 復興大臣 | 秋葉賢也   |      | 衆議院 自由民主党 （茂木派） | 福島原発事故再生総括担当                                                                                     |
| 国家公安委員会委員長 内閣府特命担当大臣 （防災） （海洋政策）                                                 | 谷公一     |      | 衆議院 自由民主党 （二階派） | 国土強靭化担当 領土問題担当                                                                                  |
| 内閣府特命担当大臣 （少子化対策） （男女共同参画）                                                            | 小倉將信   |      | 衆議院 自由民主党 （二階派） | 子ども政策担当 共生社会担当 女性活躍担当 孤独・孤立対策担当                                                  |
| 内閣府特命担当大臣 （經濟財政政策）                                                                           | 山際大志郎 |      | 衆議院 自由民主党 （麻生派） | 経済再生担当 新しい資本主義担当 スタートアップ担当 新型コロナ対策・健康危機管理担当 全世代型社会保障改革担当 |
| 内閣府特命担当大臣 （知的財産戦略） （科学技術政策） （宇宙政策） （經濟安全保障）                            | 高市早苗   |      | 衆議院 自由民主党 （無派閥） | 経済安全保障担当 内閣総理大臣臨時代理 就任順位第2位                                                          |
| 内閣府特命担当大臣 （沖繩及北方對策） （地方創生） （規制改革） （クールジャパン戦略） （アイヌ施策）         | 岡田直樹   |      | 参議院 自由民主党 （安倍派） | デジタル田園都市国家構想担当 国際博覧会担当 行政改革担当                                                     |

### 副大臣
2022年（令和4年）8月12日任命。
| 職名           | 氏名       | 出身等                             | 備考                       |
| -------------- | ---------- | ---------------------------------- | -------------------------- |
| デジタル副大臣 | 大串正樹   | 衆議院/自由民主党(谷垣G・菅義偉G） | 内閣府副大臣兼任           |
| 復興副大臣     | 小島敏文   | 衆議院/自由民主党（岸田派）        |                            |
| 復興副大臣     | 竹谷とし子 | 参議院/公明党                      |                            |
| 復興副大臣     | 石井浩郎   | 参議院/自由民主党（茂木派）        | 国土交通、内閣府副大臣兼任 |
| 内閣府副大臣   | 大串正樹   | 衆議院/自由民主党(谷垣G・菅義偉G） | デジタル副大臣兼任         |
| 内閣府副大臣   | 藤丸敏     | 衆議院/自由民主党（岸田派）        |                            |
| 内閣府副大臣   | 星野剛士   | 衆議院/自由民主党(谷垣G・菅義偉G） |                            |
| 内閣府副大臣   | 和田義明   | 衆議院/自由民主党（安倍派）        |                            |
| 内閣府副大臣   | 伊佐進一   | 衆議院/公明党                      | 厚生労働副大臣兼任         |
| 内閣府副大臣   | 中谷真一   | 衆議院/自由民主党（茂木派）        | 経済産業副大臣兼任         |
| 内閣府副大臣   | 太田房江   | 参議院/自由民主党（安倍派）        | 経済産業副大臣兼任         |
| 内閣府副大臣   | 石井浩郎   | 参議院/自由民主党（茂木派）        | 国土交通、復興副大臣兼任   |
| 内閣府副大臣   | 小林茂樹   | 衆議院/自由民主党（二階派）        | 環境副大臣兼任             |
| 内閣府副大臣   | 井野俊郎   | 衆議院/自由民主党（茂木派）        | 防衛副大臣兼任             |
| 総務副大臣     | 尾身朝子   | 衆議院/自由民主党（安倍派）        |                            |
| 総務副大臣     | 柘植芳文   | 参議院/自由民主党（無派閥）        |                            |
| 法務副大臣     | 門山宏哲   | 衆議院/自由民主党（石破G）         |                            |
| 外務副大臣     | 武井俊輔   | 衆議院/自由民主党（岸田派）        |                            |
| 外務副大臣     | 山田賢司   | 衆議院/自由民主党（麻生派）        |                            |
| 財務副大臣     | 井上貴博   | 衆議院/自由民主党（麻生派）        |                            |
| 財務副大臣     | 秋野公造   | 参議院/公明党                      |                            |
| 文部科学副大臣 | 井出庸生   | 衆議院/自由民主党（麻生派）        |                            |
| 文部科学副大臣 | 簗和生     | 衆議院/自由民主党（安倍派）        |                            |
| 厚生労働副大臣 | 羽生田俊   | 参議院/自由民主党（安倍派）        |                            |
| 厚生労働副大臣 | 伊佐進一   | 衆議院/公明党                      | 内閣府副大臣兼任           |
| 農林水産副大臣 | 勝俣孝明   | 衆議院/自由民主党（二階派）        |                            |
| 農林水産副大臣 | 野中厚     | 衆議院/自由民主党（茂木派）        |                            |
| 経済産業副大臣 | 中谷真一   | 衆議院/自由民主党（茂木派）        | 内閣府副大臣兼任           |
| 経済産業副大臣 | 太田房江   | 参議院/自由民主党（安倍派）        | 内閣府副大臣兼任           |
| 国土交通副大臣 | 豊田俊郎   | 参議院/自由民主党（麻生派）        |                            |
| 国土交通副大臣 | 石井浩郎   | 参議院/自由民主党（茂木派）        | 復興、内閣府副大臣兼任     |
| 環境副大臣     | 山田美樹   | 衆議院/自由民主党（安倍派）        |                            |
| 環境副大臣     | 小林茂樹   | 衆議院/自由民主党（二階派）        | 内閣府副大臣兼任           |
| 防衛副大臣     | 井野俊郎   | 衆議院/自由民主党（茂木派）        | 内閣府副大臣兼任           |

### 大臣政務官
2022年（令和4年）8月12日任命。
| 職名               | 氏名       | 出身等                              | 備考                           |
| ------------------ | ---------- | ----------------------------------- | ------------------------------ |
| デジタル大臣政務官 | 尾﨑正直   | 衆議院/自由民主党（二階派）         | 内閣府大臣政務官兼任           |
| 復興大臣政務官     | 中野英幸   | 衆議院/自由民主党（二階派）         | 内閣府大臣政務官兼任           |
| 復興大臣政務官     | 山本左近   | 衆議院/自由民主党（麻生派）         | 文部科学大臣政務官兼任         |
| 復興大臣政務官     | 里見隆治   | 参議院/公明党                       | 経済産業、内閣府大臣政務官兼任 |
| 復興大臣政務官     | 西田昭二   | 衆議院/自由民主党（岸田派）         | 国土交通、内閣府大臣政務官兼任 |
| 内閣府大臣政務官   | 尾﨑正直   | 衆議院/自由民主党（二階派）         | デジタル大臣政務官兼任         |
| 内閣府大臣政務官   | 鈴木英敬   | 衆議院/自由民主党（安倍派）         |                                |
| 内閣府大臣政務官   | 自見英子   | 参議院/自由民主党（二階派）         |                                |
| 内閣府大臣政務官   | 中野英幸   | 衆議院/自由民主党（二階派）         | 復興大臣政務官兼任             |
| 内閣府大臣政務官   | 本田顕子   | 参議院/自由民主党（無派閥）         | 厚生労働大臣政務官兼任         |
| 内閣府大臣政務官   | 長峯誠     | 参議院/自由民主党（安倍派）         | 経済産業大臣政務官兼任         |
| 内閣府大臣政務官   | 里見隆治   | 参議院/公明党                       | 経済産業、復興大臣政務官兼任   |
| 内閣府大臣政務官   | 西田昭二   | 衆議院/自由民主党（岸田派）         | 国土交通、復興大臣政務官兼任   |
| 内閣府大臣政務官   | 柳本顕     | 衆議院/自由民主党（麻生派）         | 環境大臣政務官兼任             |
| 内閣府大臣政務官   | 木村次郎   | 衆議院/自由民主党（安倍派）         | 防衛大臣政務官兼任             |
| 總務大臣政務官     | 国光文乃   | 衆議院/自由民主党（岸田派）         |                                |
| 總務大臣政務官     | 杉田水脈   | 衆議院/自由民主党（安倍派）         |                                |
| 總務大臣政務官     | 中川貴元   | 衆議院/自由民主党（麻生派）         |                                |
| 法務大臣政務官     | 高見康裕   | 衆議院/自由民主党（茂木派）         |                                |
| 外務大臣政務官     | 秋本真利   | 衆議院/自由民主党（谷垣G・菅義偉G） |                                |
| 外務大臣政務官     | 高木啓     | 衆議院/自由民主党（安倍派）         |                                |
| 外務大臣政務官     | 吉川有美   | 参議院/自由民主党（安倍派）         |                                |
| 財務大臣政務官     | 金子俊平   | 衆議院/自由民主党（岸田派）         |                                |
| 財務大臣政務官     | 宮本周司   | 参議院/自由民主党（安倍派）         |                                |
| 文部科学大臣政務官 | 伊藤孝江   | 参議院/公明党                       |                                |
| 文部科学大臣政務官 | 山本左近   | 衆議院/自由民主党（麻生派）         | 復興大臣政務官兼任             |
| 厚生労働大臣政務官 | 畦元将吾   | 衆議院/自由民主党（岸田派）         |                                |
| 厚生労働大臣政務官 | 本田顕子   | 参議院/自由民主党（無派閥）         | 内閣府大臣政務官兼任           |
| 農林水産大臣政務官 | 角田秀穂   | 衆議院/公明党                       |                                |
| 農林水産大臣政務官 | 藤木眞也   | 参議院/自由民主党（岸田派）         |                                |
| 経済産業大臣政務官 | 長峯誠     | 参議院/自由民主党（安倍派）         | 内閣府大臣政務官兼任           |
| 経済産業大臣政務官 | 里見隆治   | 参議院/公明党                       | 復興、内閣府大臣政務官兼任     |
| 国土交通大臣政務官 | 古川康     | 衆議院/自由民主党（茂木派）         |                                |
| 国土交通大臣政務官 | 清水真人   | 参議院/自由民主党（二階派）         |                                |
| 国土交通大臣政務官 | 西田昭二   | 衆議院/自由民主党（岸田派）         | 復興、内閣府大臣政務官兼任     |
| 環境大臣政務官     | 国定勇人   | 衆議院/自由民主党（二階派）         |                                |
| 環境大臣政務官     | 柳本顕     | 衆議院/自由民主党（麻生派）         | 内閣府大臣政務官兼任           |
| 防衛大臣政務官     | 小野田紀美 | 参議院/自由民主党（茂木派）         |                                |
| 防衛大臣政務官     | 木村次郎   | 衆議院/自由民主党（安倍派）         | 内閣府大臣政務官兼任           |